# Savigneux (Loire)
Savigneux is een gemeente in het Franse departement Loire (regio Auvergne-Rhône-Alpes). De plaats maakt deel uit van het arrondissement Montbrison en ligt direct tegen de plaats Montbrison aan. Savigneux telde op 1 januari 2022 3.489 inwoners.

## Geografie
De oppervlakte van Savigneux bedroeg op 1 januari 2022 19,19 vierkante kilometer; de bevolkingsdichtheid was toen 181,8 inwoners per km².

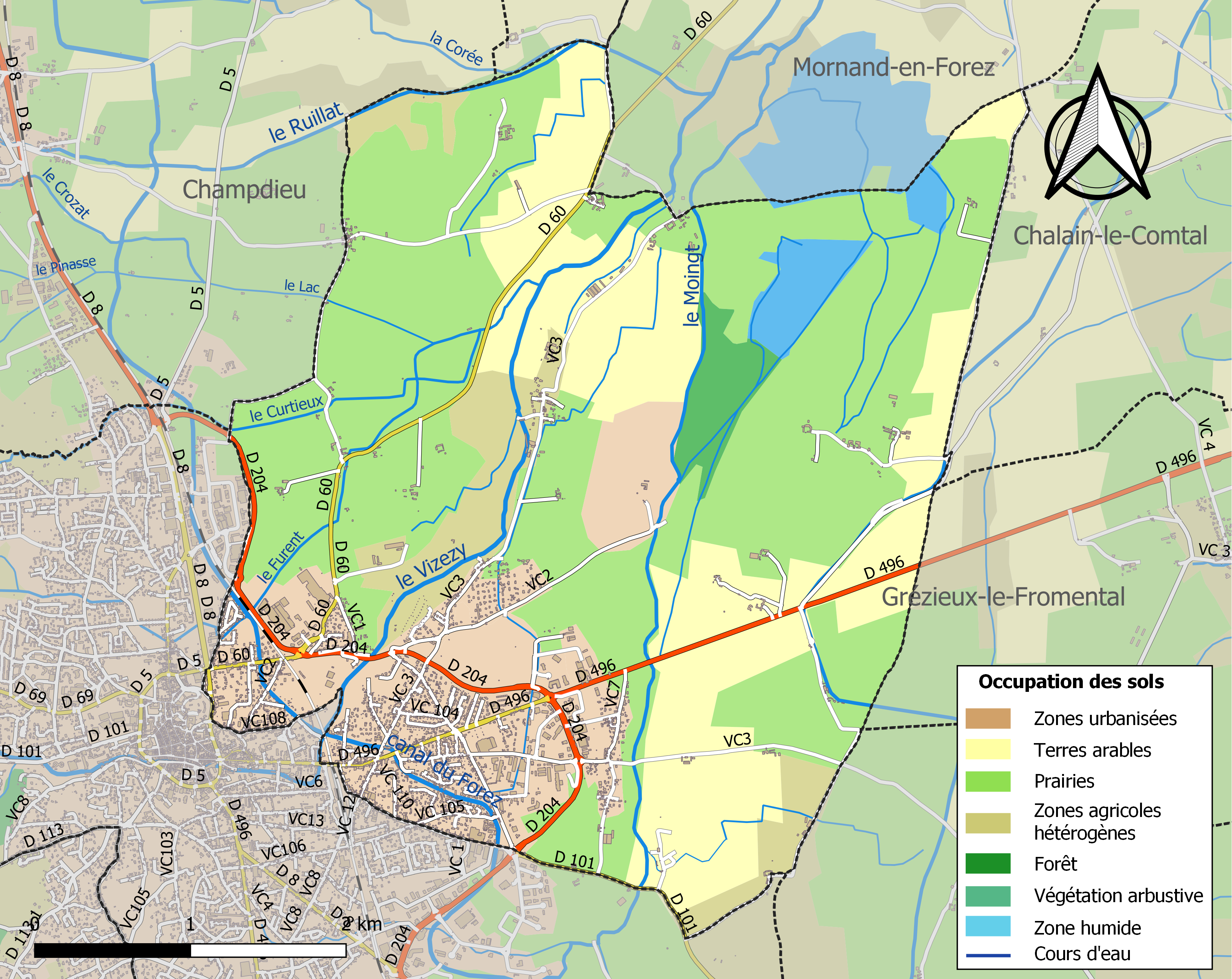
Kaart van de gemeente met de belangrijkste infrastructuur, bodemgebruik en omliggende gemeenten

## Verkeer en vervoer
In de gemeente ligt spoorwegstation Montbrison.

## Demografie
Onderstaande figuur toont het verloop van het inwonertal (bron: INSEE-tellingen).